# Lechquellengebirge

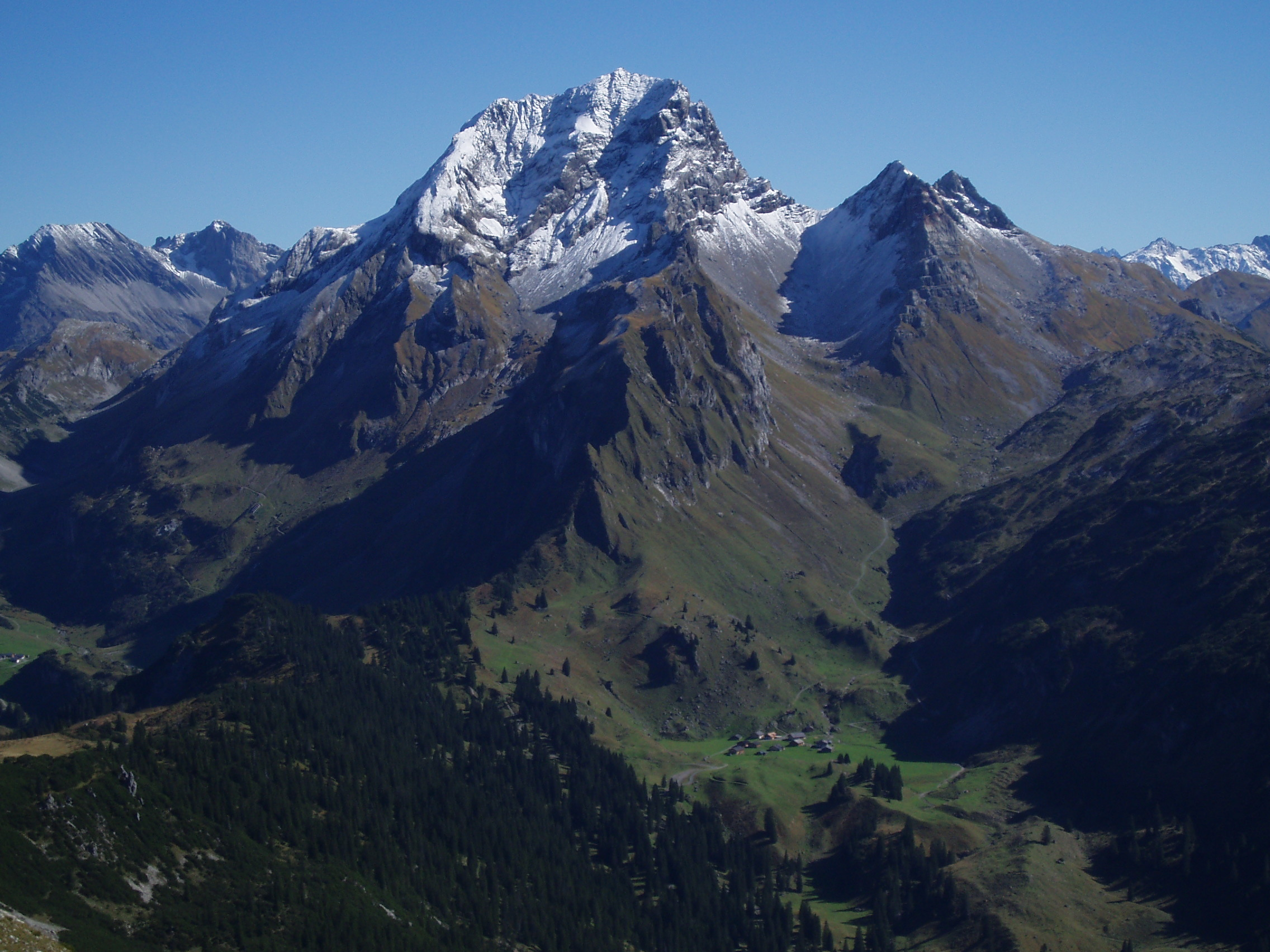
Rote Wand

Das Lechquellengebirge ist eine Gebirgsgruppe der Nördlichen Kalkalpen im österreichischen Bundesland Vorarlberg. Es umfasst den Oberlauf des Lechs mit seinen Quellbächen in Hufeisenform sowie das obere Große Walsertal. Es erreicht seinen höchsten Punkt in der Unteren Wildgrubenspitze mit 2753 m ü. A. Durch Alpenvereinshütten, ein großes Wegenetz und mehrere Wintersportgebiete ist das Lechquellengebirge für den Tourismus erschlossen. 

## Namensgebung
Die Bezeichnung „Lechquellengebirge“ ist zutreffend: Der größere Teil der Gebirgsgruppe umfasst den jungen Lech mit seinen beiden Quellbächen Formarinbach und Spullerbach. Gleichwohl handelt es sich um einen Kunstbegriff, geschaffen von Walther Flaig zu einer Zeit, als die bergsteigerische Erschließung der Alpen schon weitgehend abgeschlossen war. Früher wurde die Gebirgsgruppe entweder als Klostertaler Alpen bezeichnet oder gleich zu den Lechtaler Alpen östlich des Flexenpasses gerechnet. Im Gegensatz dazu gibt es die Alpengruppen, die entweder nach jahrhunderte- oder gar jahrtausendealten Namen benannt wurden, wie zum Beispiel den Rätikon oder das benachbarte Verwall, oder es findet eine Benennung nach von alters her bekannten Tälern statt wie bei den Ötztaler Alpen.

## Umgrenzung
Von der Alpenstadt Bludenz verläuft die Grenze im Süden entlang der Alfenz im Klostertal bis zum Flexenpass. Von dort verläuft sie im Osten weiter entlang des Zürsbaches, der in Lech in den Fluss Lech mündet, bis zur Einmündung des Krumbachs. Der Krumbach führt die Grenze im Norden aufwärts bis zum Hochtannbergpass. Von dort geht die Grenze entlang des Seebachs über den Ort Schröcken und weiter entlang der Bregenzer Ach bis nach Au und zur Einmündung des Argenbachs, dann den Argenbach aufwärts bis kurz vor Damüls und weiter entlang des Faschinabachs im Westen bis zum Faschinajoch. Von dort geht es abwärts ins Große Walsertal und entlang der Lutz bis zur Einmündung in die Ill, die zurück bis zur Alfenzmündung in Bludenz führt.
Der Flexenpass verbindet das Lechquellengebirge mit den Lechtaler Alpen. Der Hochtannbergpass bildet die Verbindung zu den Allgäuer Alpen. Das Faschinajoch stellt die Verbindung zum Bregenzerwaldgebirge her.
Maßgeblichen Einfluss auf die Definition und Umgrenzung des Lechquellengebirges hatte Walther Flaig, ein bekannter Alpin- und Führerautor aus Vorarlberg. Die von ihm geschaffene Bezeichnung und Einteilung wurde von der AVE, der Alpenvereinseinteilung der Ostalpen, übernommen.
Das Lechquellengebirge grenzt an die folgenden anderen Gebirgsgruppen der Alpen:

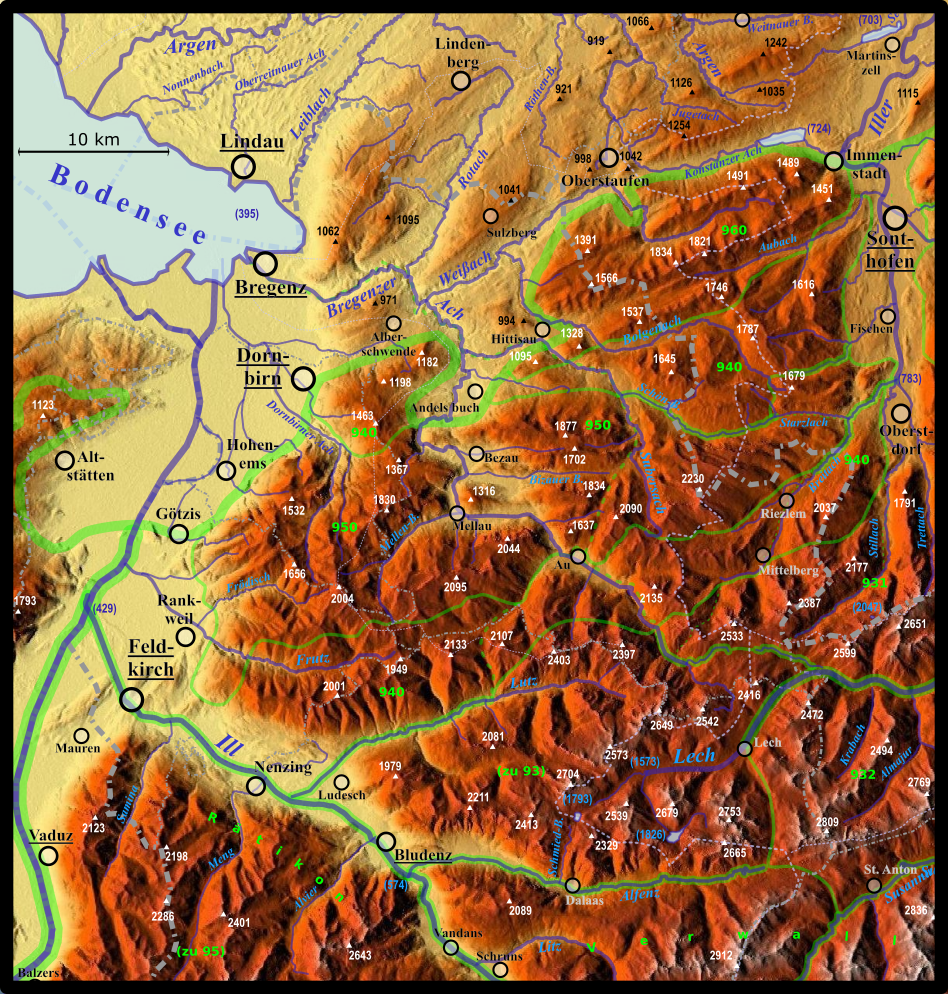
Relief des Lechquellengebirges (S) mit komplettem Bregenzerwaldgebirge (M) und dem Westflügel der Allgäuer Alpen inklusive der Allgäuer Nagelfluh-Schichtkämme (NO) nebst Haupt-Naturraumgrenzen und Berghöhen (Legende siehe Bildbeschreibungsseite)

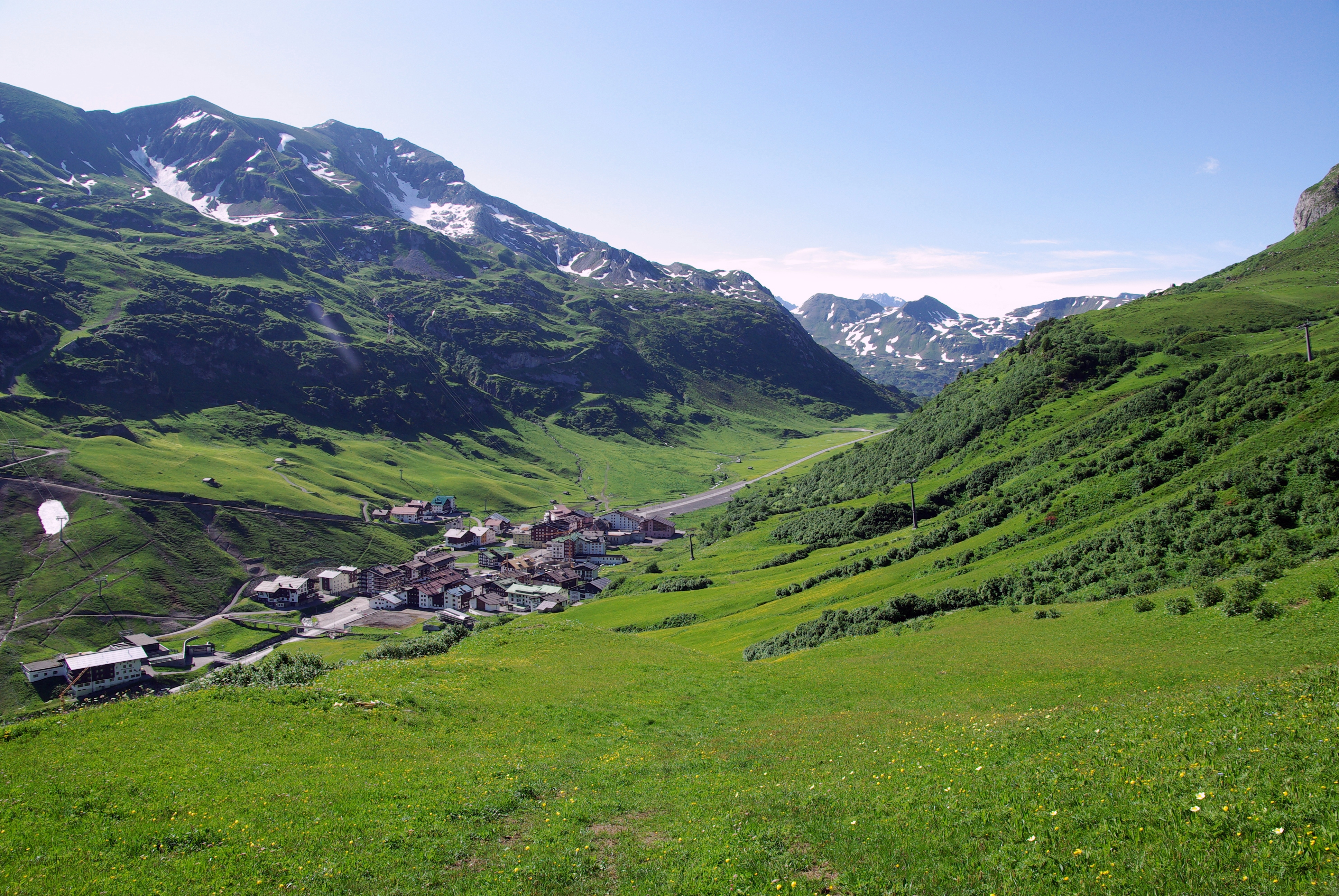
Blick auf Zürs und den Trittkopf

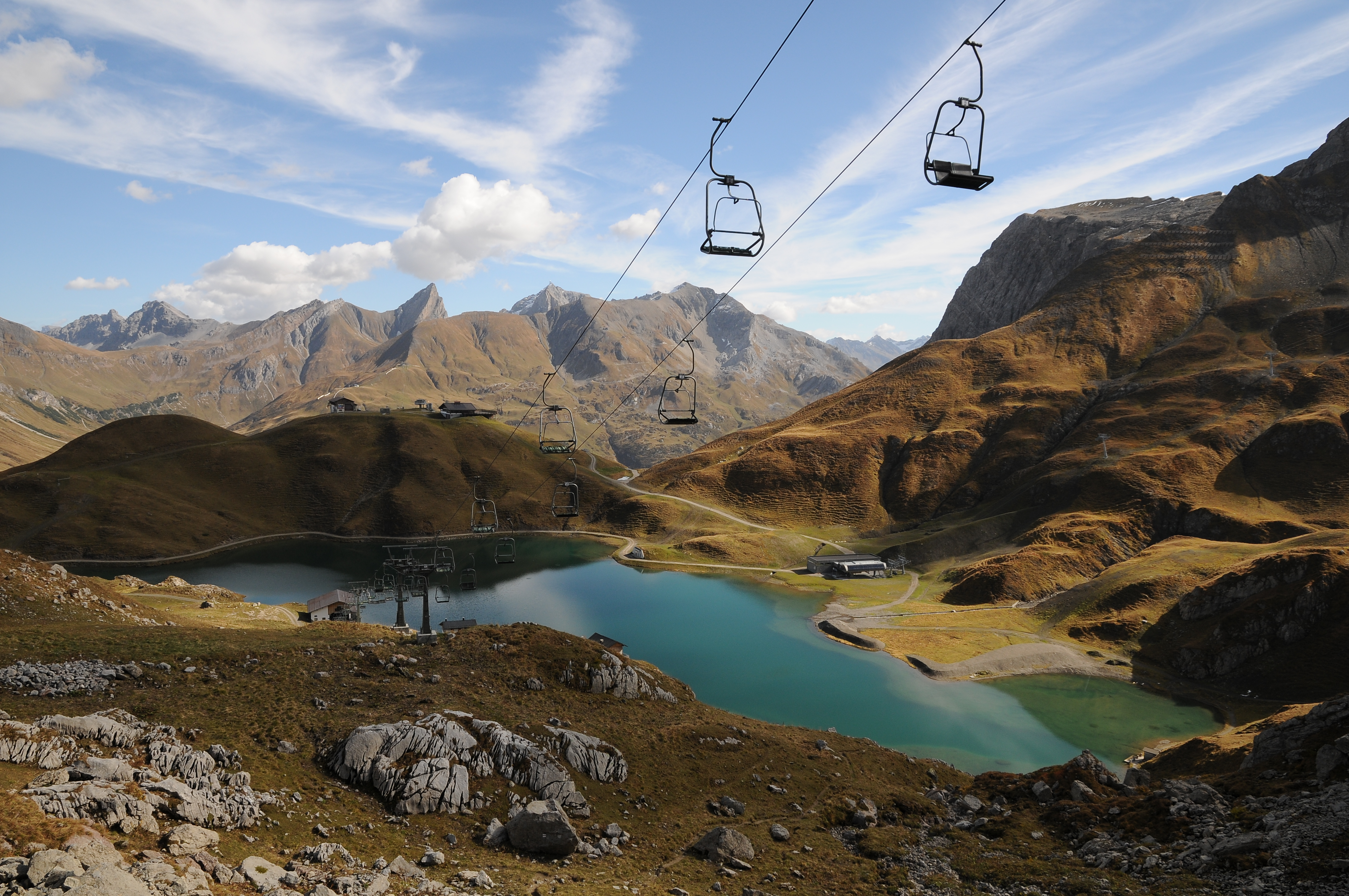
Zürsersee, im Hintergrund Valluga und Roggspitze

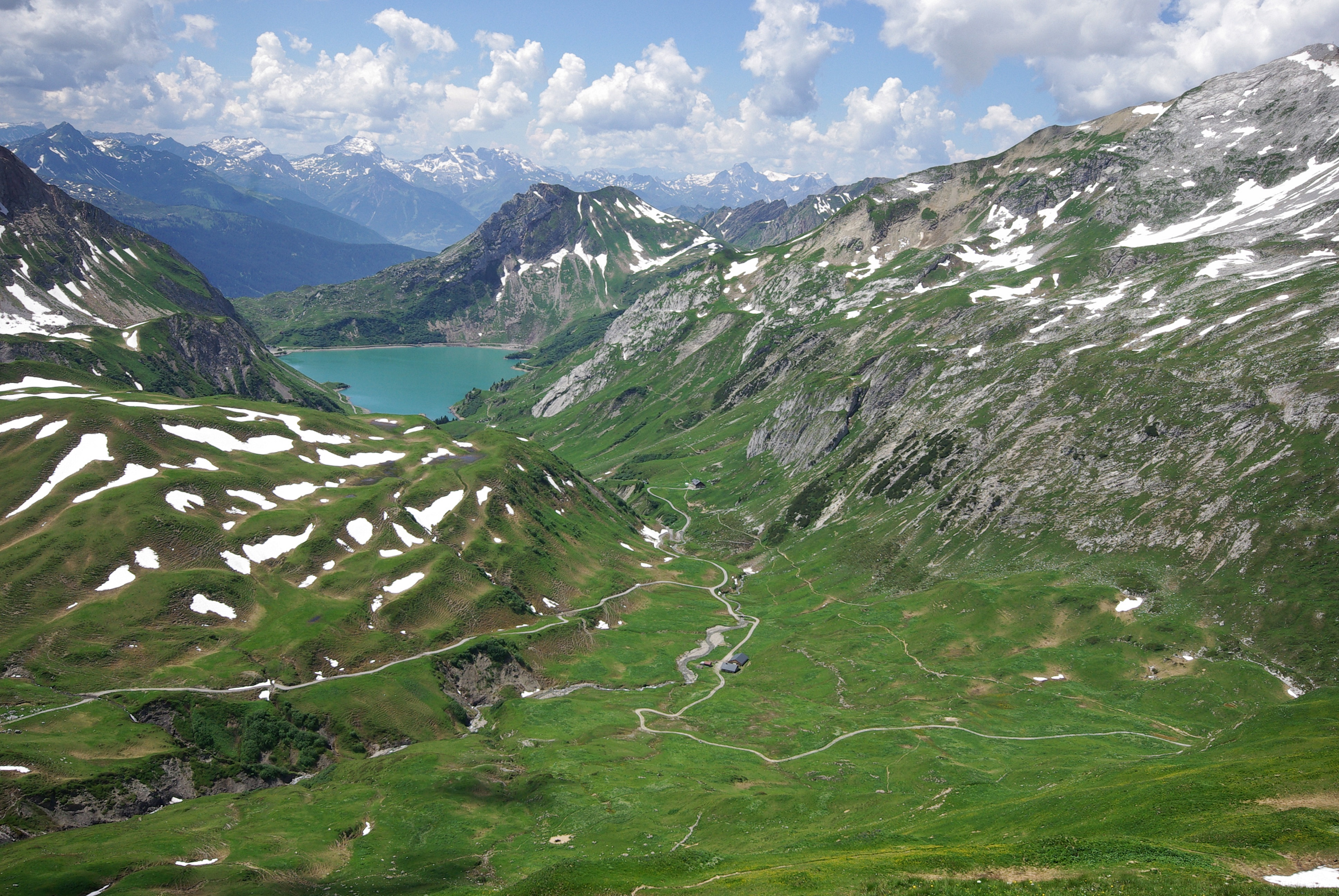
Blick über den Spullersee und den Rätikon mit Drusenfluh, Drei Türme, Zimba und Schesaplana

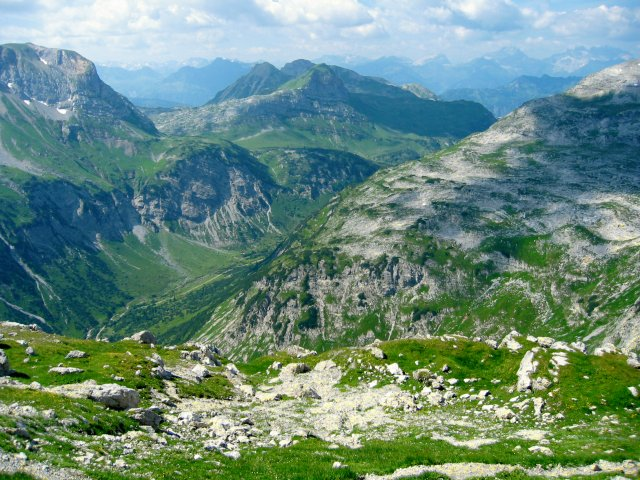
Lechquellengebirge, Blick ins Lechtal

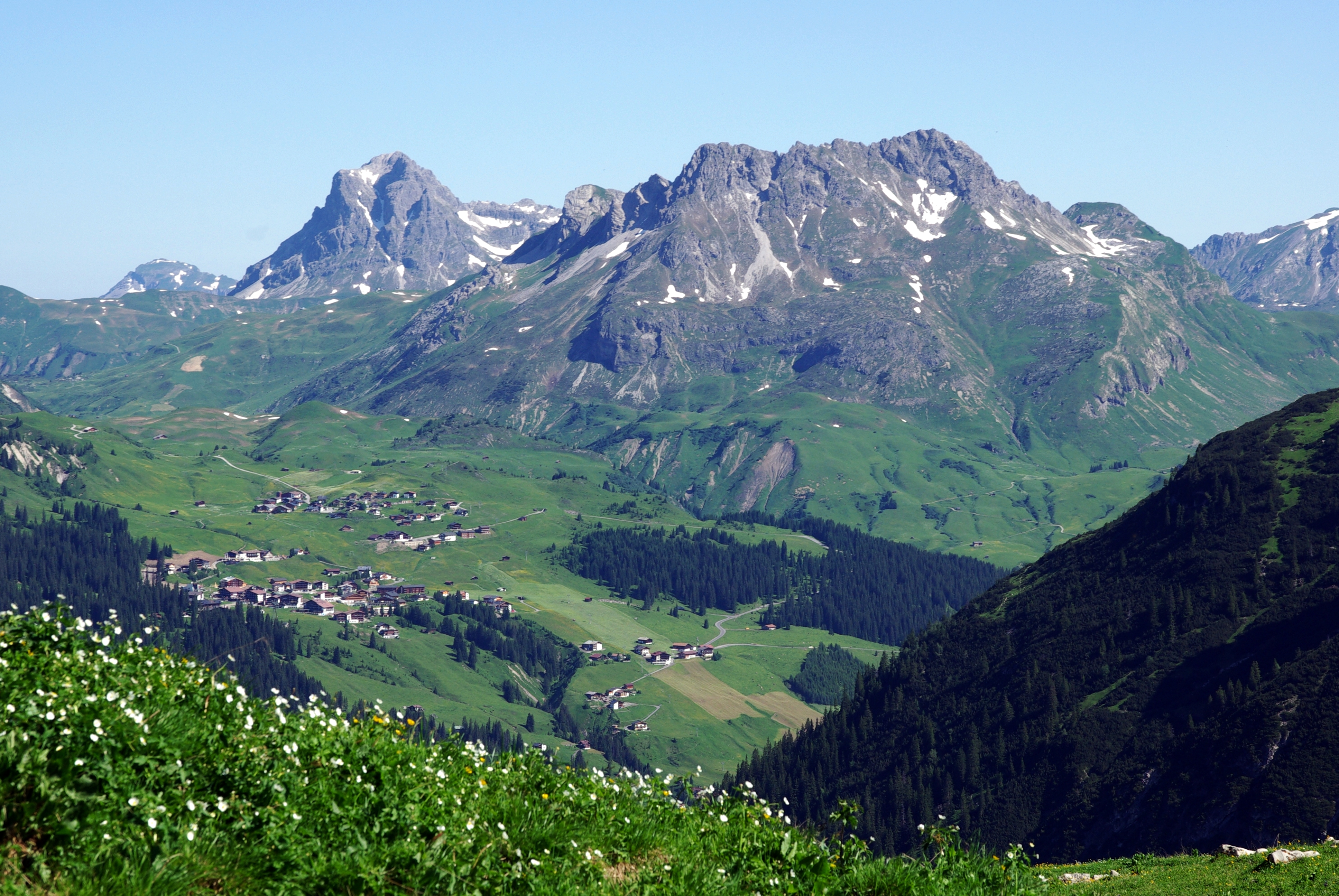
Blick von der Madlochalm Richtung Oberlech

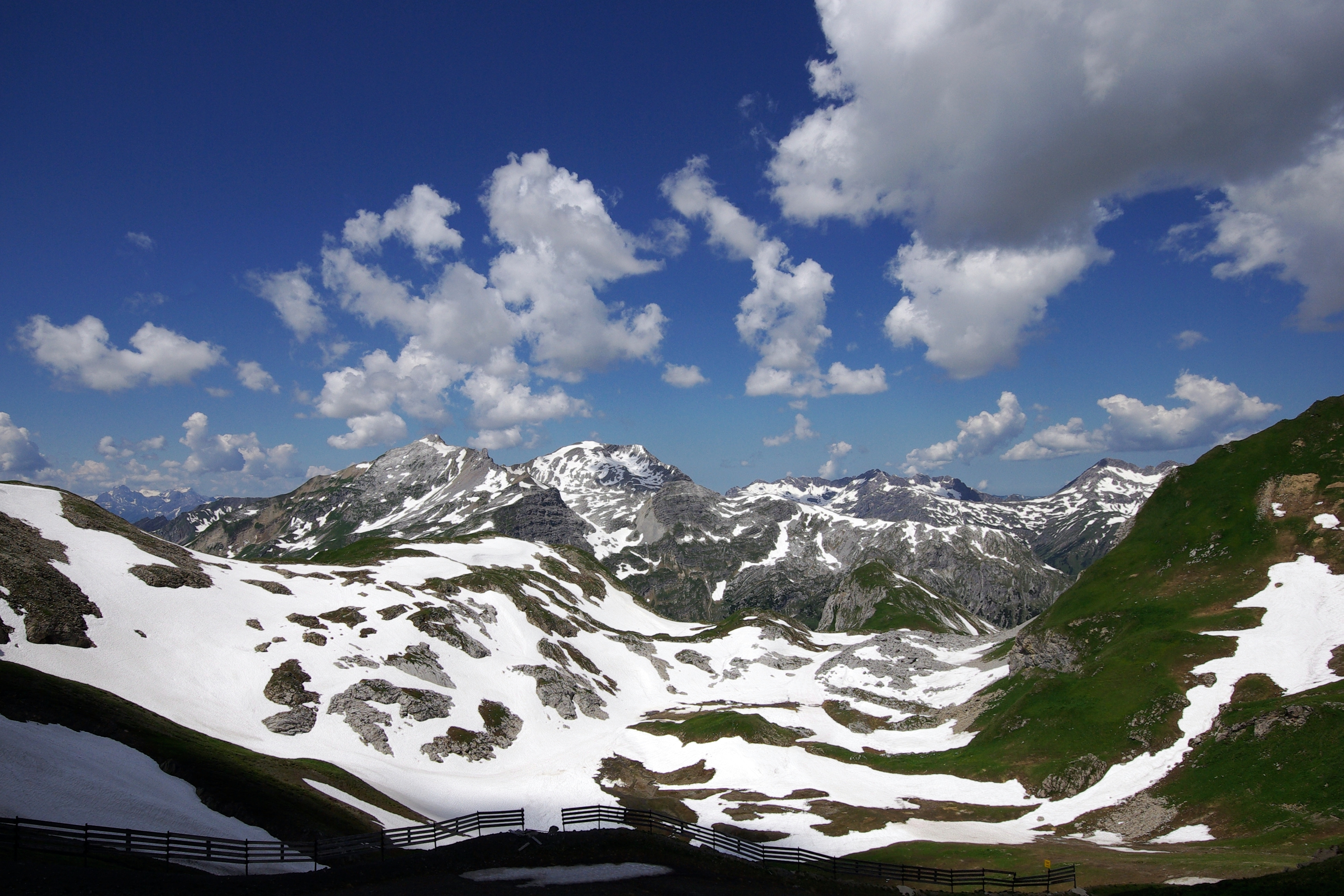
Blick vom Madloch Joch zum Spullerschafberg

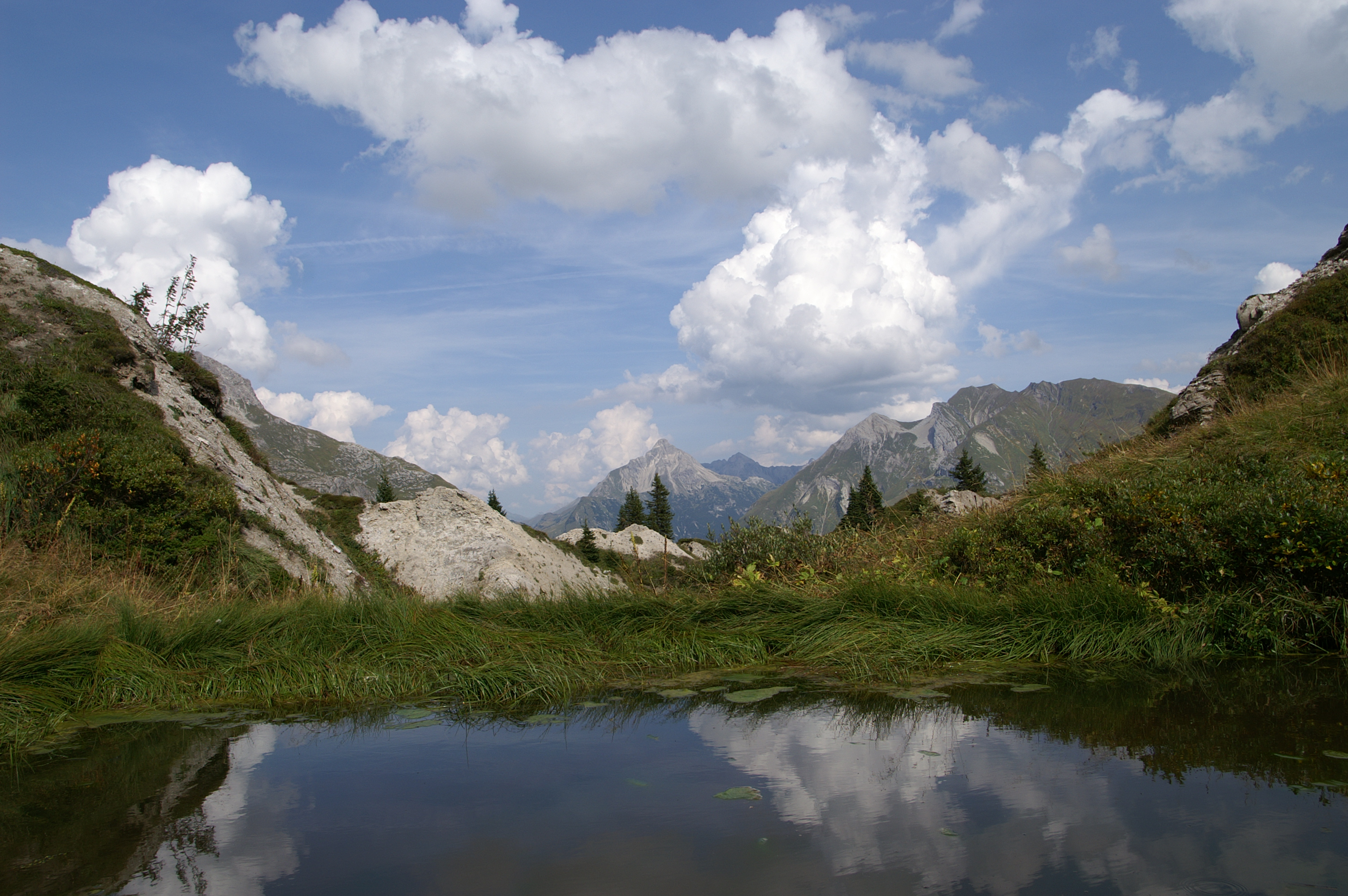
Naturschutzgebiet Gipslöcher, der Biberkopf

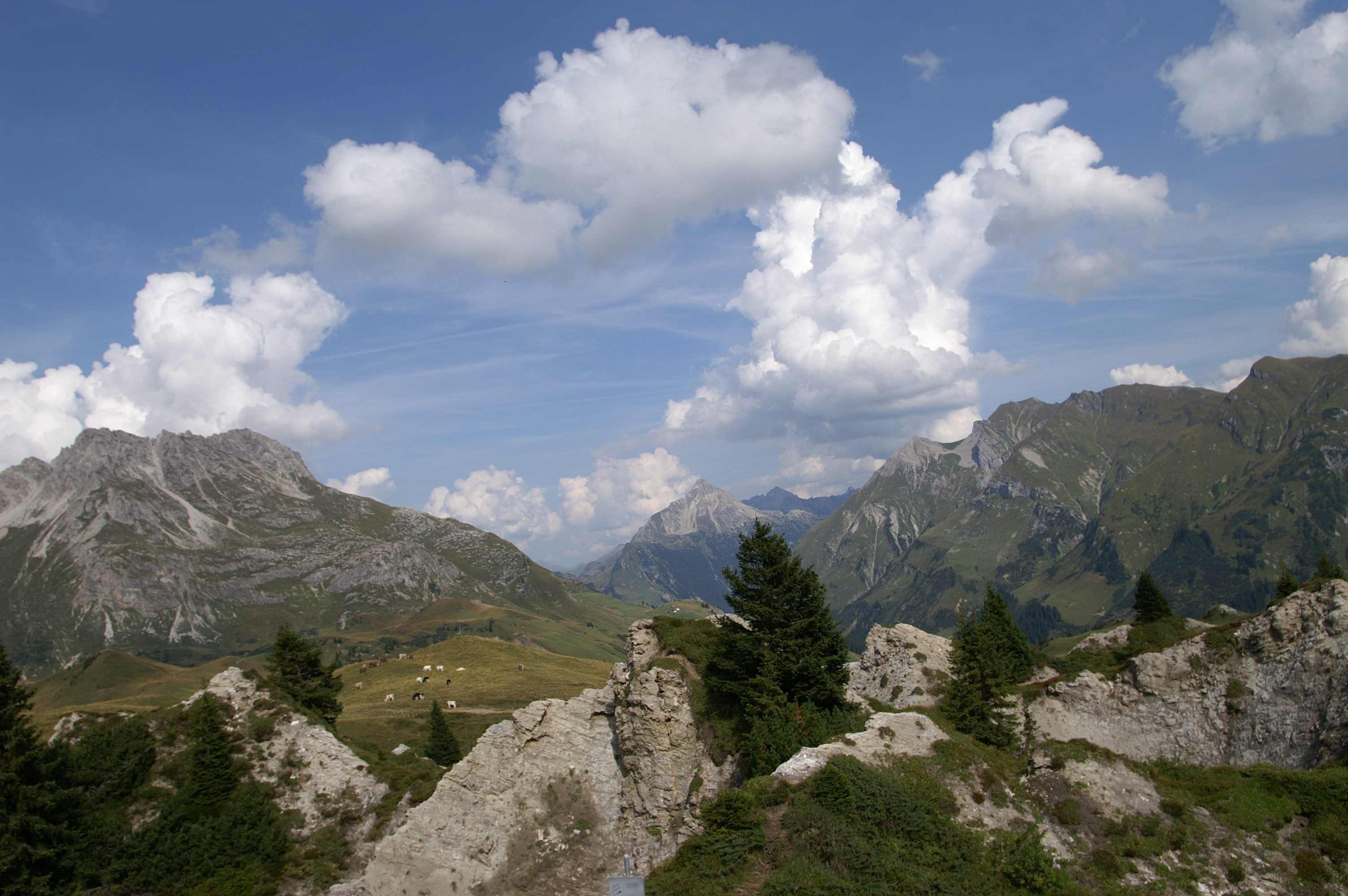
Gipslöcher am Oberlech, links das Karhorn, im Hintergrund mittig der Biberkopf

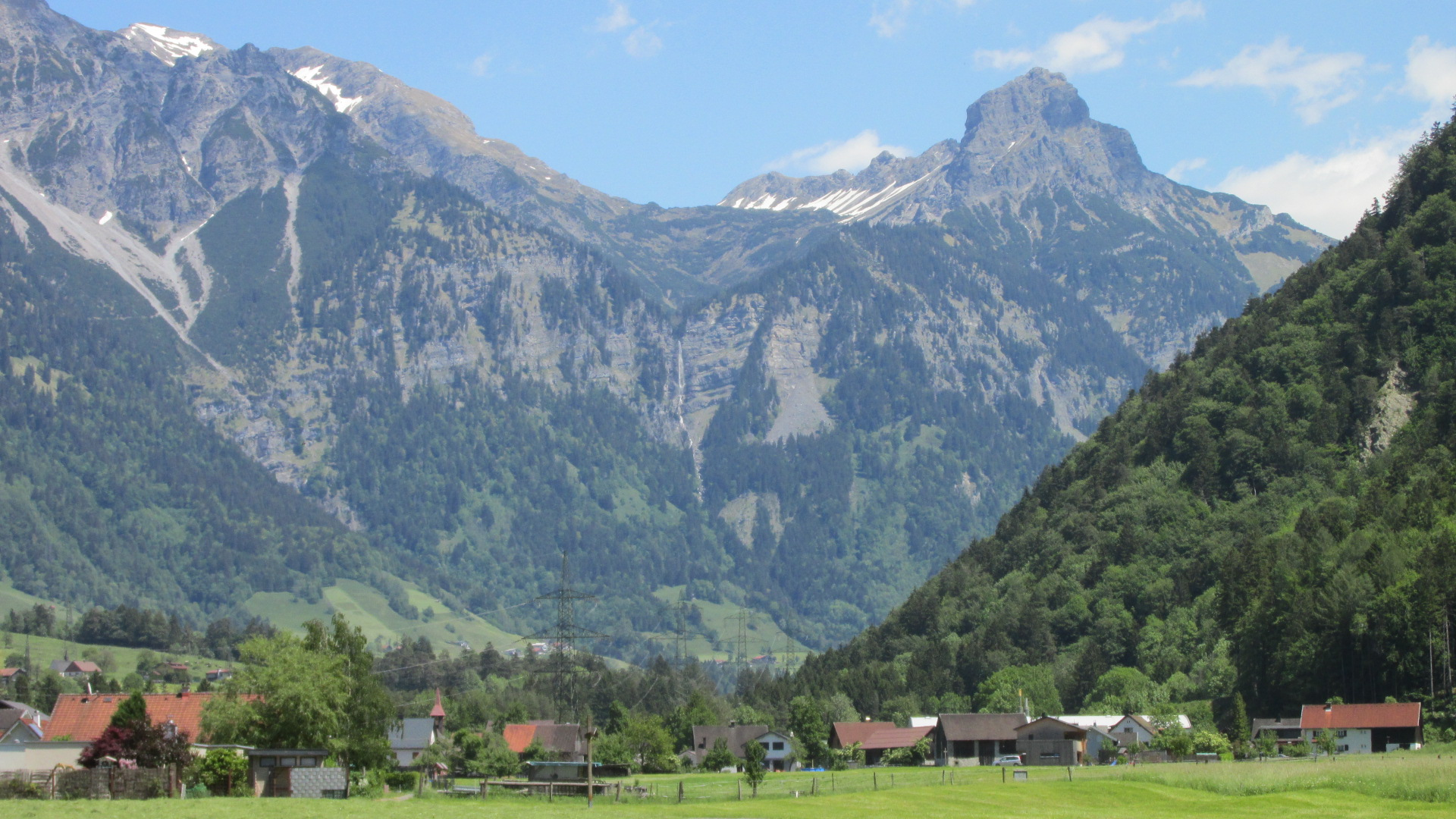
Blick von Stallehr auf die schroffe Südseite des Lechquellengebirges mit dem 70 m hohem Mason-Wasserfall und dem Roggelskopf.

- Bregenzerwaldgebirge (im Norden)
- Allgäuer Alpen (im Nordosten)
- Lechtaler Alpen (im Osten)
- Verwallgruppe (im Süden)
- Rätikon (im Südwesten)

## Untergruppen
Der Alpenvereinsführer Lechquellengebirge teilt die Gebirgsgruppe in die folgenden Untergruppen auf:
- Zitterklapfengruppe (bis 2403 m) mit Hochkünzelgrat (bis 2397 m)
- Gruppe der Braunarlspitze (bis 2649 m)
- Mohnenfluhgrat am Tannberg (bis 2542 m)
- Karhorngruppe am Hochtannberg (bis 2416 m)
- Johannesgruppe im Diesner und Gadner Schröf (bis 2573 m)
- Stafelvedergrat im Großwalsertal (am Breithorn 2081 m)
- Klostertaler Gamsfreiheit (bis 2211 m)
- Formarin-Schafberggruppe (bis 2413 m)
- Gruppe der Roten Wand am Formarinsee (bis 2704 m)
- Saladinagrat auf Formarin (Fensterlewand: 2329 m)
- Gehrengratgruppe an den Lechquellen (Pöngertlekopf und Pfaffeneck: beide 2539 m)
- Spuller Schafberggruppe (bis 2679 m)
- Gruppe der Wildgrubenspitzen (bis 2753 m)
- Erzberggrat am Klostertal (Wasenspitze: 2665 m)

## Gipfel
Die 10 höchsten Gipfel des Lechquellengebirges:
- Untere Wildgrubenspitze, 2753 m ü. A.
- Rote Wand, 2704 m ü. A.
- Großer Grätlisgrat, 2702 m ü. A.
- Mittlere Wildgrubenspitze, Ostgipfel, 2696 m ü. A.
- Mittlere Wildgrubenspitze, Mittelgipfel, 2695 m ü. A.
- Rote Wand, Ostgipfel, auch Jungferngipfel genannt, 2688 m ü. A.
- Nadel, 2685 m ü. A.
- Spuller Schafberg, 2679 m ü. A.
- Roggalspitze, 2673 m ü. A.
- Wasenspitze, 2665 m ü. A.

Weitere bekannte Gipfel des Lechquellengebirges, geordnet nach ihrer Höhe:
- Grubenjochspitze, 2659 m ü. A.
- Braunarlspitze, 2649 m ü. A.
- Hochlicht, 2600 m ü. A.
- Westlicher Johanneskopf, 2573 m ü. A.
- Omeshorn, 2557 m ü. A.
- Mohnenfluh, 2542 m ü. A.
- Pöngertlekopf und Pfaffeneck, beide 2539 m ü. A. (Doppelkuppe)
- Karhorn, 2416 m ü. A.
- Formarin-Schafberg, 2413 m ü. A. (westlich des Formarinsees)
- Zitterklapfen, 2403 m ü. A.
- Hochkünzelspitze, 2397 m ü. A.
- Zuger Hochlicht 2371 m ü. A.
- Fensterlewand, 2329 m ü. A.
- Roggelskopf, 2284 m ü. A.
- Feuerstein, 2271 m ü. A.
- Warther Horn, 2256 m ü. A.
- Weißes Rössle, 2214 m ü. A.
- Gamsfreiheit, 2211 m ü. A.
- Breithorn, 2081 m ü. A., ostnordöstlich des Fraßen
- Breithorn, 2009 m ü. A., südöstlich des Fraßen
- Hoher Fraßen, 1979 m ü. A.

## Pässe und Übergänge
Außer den genannten Pässen, die das Lechquellengebirge mit den Nachbargruppen verbinden, gibt es innerhalb des Lechquellengebirges keinen mit Pkw befahrbaren Übergang.
Touristisch bedeutsame Übergänge sind unter anderem
- Rauhes Joch (1918 m, nahe der Freiburger Hütte, 1931 m ü. A., von Osten über Fahrweg erreichbar, Überquerung auch mit dem Mountainbike)
- Spullersee (1827 m ü. A., Übergang vom Lechtal ins Klostertal)
- Stierlochjoch (2011 m ü. A., Zugang aus dem Lechtal zur Ravensburger Hütte)
- Gamsbodenjoch oder Gamsboden (Standort der Göppinger Hütte, 2245 m ü. A., weite Karstlandschaft, Übergang vom Lechtal ins Große Walsertal)
- Auenfeldsattel (1710 m ü. A., Verbindung Bregenzerwald -Hochtannberggebiet)

Siehe auch Liste der Pässe und Sättel in Vorarlberg, Abschnitt Lechquellengebirge

## Geologie
Ähnlich wie die nördlichen und östlichen Nachbargebiete zeichnet sich das Lechquellengebirge durch eine große geologische Vielfalt aus. Die vorherrschende Gesteinsart ist Kalk (Oberrätkalk), mit großen Vorkommen an verkarsteten Flächen. Daneben kommen noch Hauptdolomit sowie Fleckenmergel und Mergel des Lias vor.

## Landschaft
Landschaftlich wird das Lechquellengebirge geprägt vom Gegensatz zwischen dem eher sanften, nach Nordosten geneigten und zur Donau entwässernden oberen Lechtal und den tiefen und zum Teil schroffen, zum Rhein hin entwässernden Tälern, wo das Wasser in zahlreichen Wasserfällen über Steilstufen herabstürzt. Die Wasserscheide verläuft hufeisenförmig um die Lechquellen herum, und das größere Gefälle zum Rhein hin führt dazu, dass (in geologisch relativ kurzen Zeiträumen) immer mehr Bäche vom Rhein angezapft werden und damit die Wasserscheide laufend gegen die Lechquellen hin verschoben wird. Ein ähnliches Phänomen tritt südlich und westlich der Donauquellen (durch die Wutach) ein.
Die hufeisenförmige Wasserscheide trägt zugleich die höchsten Gipfel, wobei die Gipfelflur von Südosten nach Nordwesten gegen den Bregenzer Wald abfällt.
Das Klima der Region ist niederschlagsreich und kühl, die Berge sind außerordentlich schneereich und oft noch bis weit in den Hochsommer hinein schneebedeckt. Deshalb gibt es hier zwei kleine Gletscher in ungewöhnlich niedriger Höhenlage: der Hochgletscher an der Braunarlspitze sowie der Gletscher an der Roten Wand in Höhen unter 2700 m NN. Des Weiteren existieren an der Unteren Wildgrubenspitze und der Flexenspitze Eisreste ehemaliger Gletscher, die zum großen Teil im Schutt begraben sind und daher nur äußerst langsam abschmelzen. Die Gegend ist im Winter ideal zum Skifahren – siehe Wintersport in Lech.
Der Bewuchs durch Bäume ist eher spärlich. Es dominieren Waldkiefern, Krüppelkiefern und die gegen Lawinen sehr resistenten Grün-Erlen. Die Waldgrenze liegt niedrig, etwa bei 1.700 bis 1.800 Meter. Vereinzelt wachsen die Bäume bis etwa 1.900 Meter. Bemerkenswert ist die sehr vielseitige Blumenpracht.
Die Täler wurden von Walsern besiedelt. Historisch dominiert die Almwirtschaft, heute der Tourismus, insbesondere der Skitourismus in Lech und den kleineren Orten Zürs, Stuben und Damüls.

## Naturschutz
Das Biosphärenreservat Großes Walsertal umfasst auch Teile des Lechquellengebirges. Besonders interessant sind die Kernzonen, die nach den Vorgaben der UNESCO Bestandteil eines jeden Biosphärenreservats sein müssen. Im Lechquellengebirge befinden sich zwei größere Kernzonen, das Gadental und das Gebiet Faludriga Nova. Die Gebirgswälder in diesen Kernzonen werden seit einigen Jahren nicht mehr forstwirtschaftlich genutzt. Dadurch bieten diese Kernzonen bereits heute das in den Nördlichen Kalkalpen selten gewordene Bild naturnaher Gebirgs(ur)wälder mit Bäumen der unterschiedlichsten Altersklassen sowie einem hohen Totholzanteil. In der Zukunft dürfte der Wert dieser Gebiete für den Naturschutz aber auch für den Tourismus weiter zunehmen.
Im Lechquellengebirge gibt es die folgenden Naturschutzgebiete:
- Gadental, eingerichtet 1987, Fläche 1.336 ha
- Gipslöcher Oberlech, eingerichtet 1988, 21 ha
- Bödener Magerwiesen, eingerichtet 1991, 16,5 ha
- Faludriga Nova, eingerichtet 2003

Pflanzenschutzgebiet:
- Körbersee, eingerichtet 1958, 451 ha

Natura-2000-Gebiete:
- Klostertaler Bergwälder
- Gadental, eingerichtet 1995, Fläche 1.543,8 ha

## Tourismus
Die (mautpflichtige) Benutzung von Höhenstraßen erlaubt es, mit dem Kraftfahrzeug in das Innere des Gebirges bis auf eine Höhe von fast 2000 Meter vorzudringen. Doch gibt es auch größere Gebiete mit ausgeprägter Abgeschiedenheit.

### Erschließung
Das Lechquellengebirge ist wenig erschlossen, sieht man von einigen Skiliften und Bahnen unmittelbar bei Lech und Zürs ab. In die Täler führen schmale Mautstraßen, von Lech besteht im Sommer ein Pendelbusverkehr an die Lechquellen. Dagegen ist die Erschließung für Wanderer ideal – durch ein System von Hütten, die durch einen Höhenweg verbunden sind. Er folgt dem gesamten „Hufeisen“ der Gipfel, setzt aber – zumindest bis zum Beginn des Hochsommers – einige alpine Erfahrung voraus.
Dem Südrand des Lechquellengebirges folgt die Westrampe der Arlbergbahn. Deren Strom wird mit Wasserkraft aus dem überstauten Spullersee gewonnen, der 700 Meter hoch über dem Klostertal im südlichen Teil des Lechquellengebirges liegt.

### Hütten des Alpenvereins

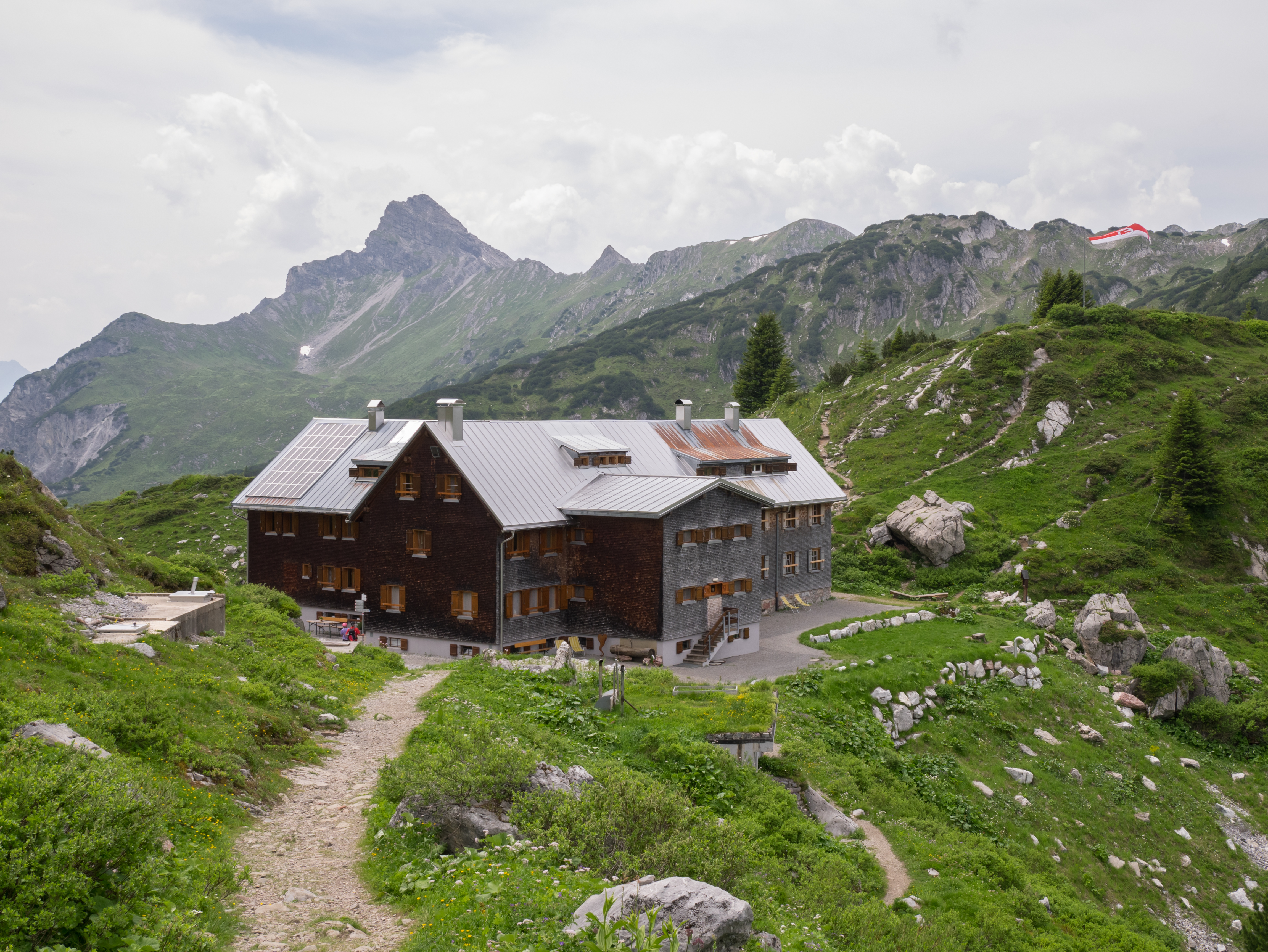
Freiburger Hütte

Im Lechquellengebirge gibt es fünf Alpenvereinshütten:
- Biberacher Hütte 1846 m ü. A.
- Fraßenhütte 1725 m ü. A.
- Freiburger Hütte 1931 m ü. A.
- Göppinger Hütte 2245 m ü. A.
- Ravensburger Hütte 1948 m ü. A.

Diese Hütten sind, mit Ausnahme der Fraßenhütte, Bestandteil der Lechquellenrunde.

### Fern-/Weitwanderwege

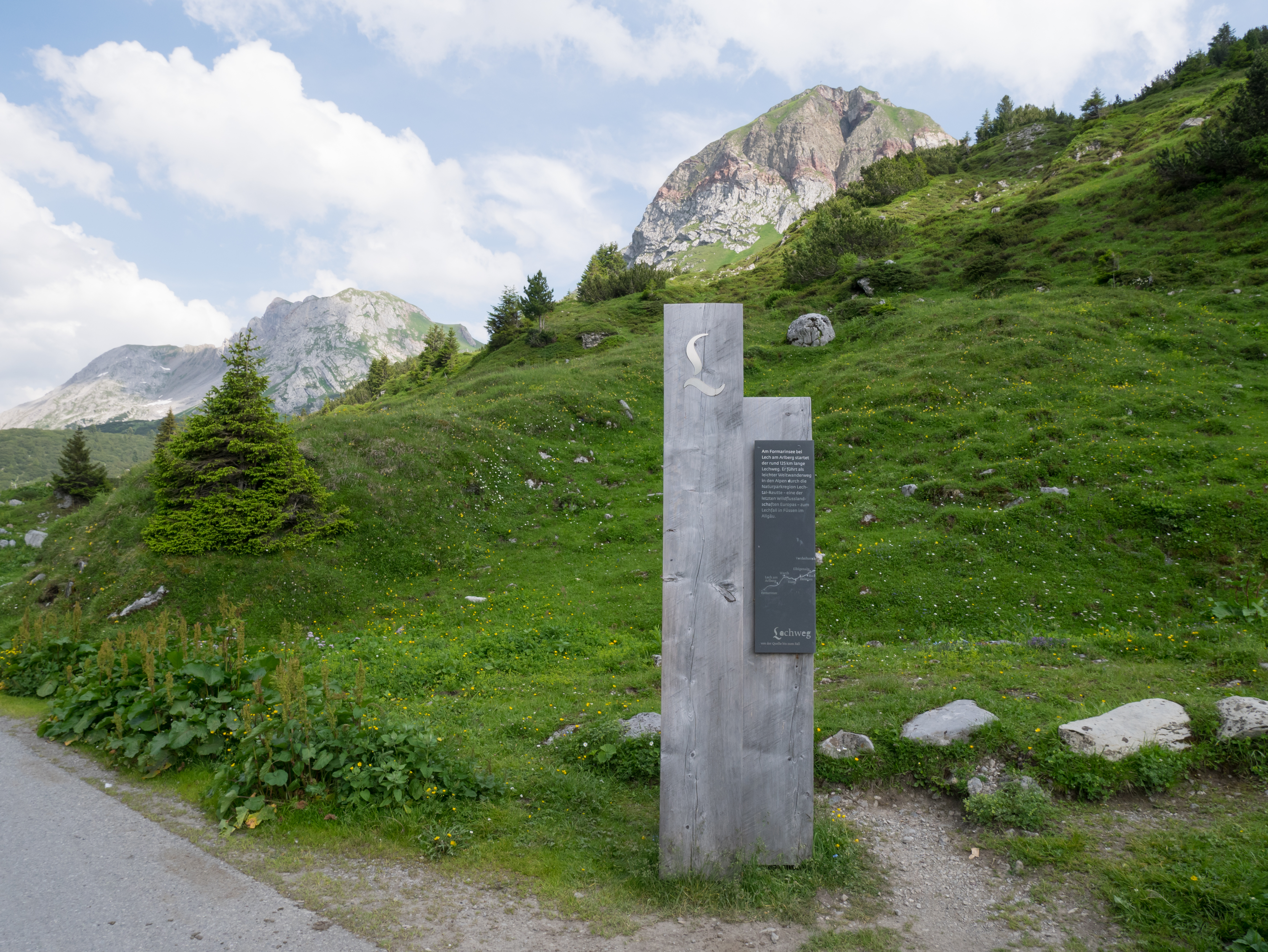
Beginn des Lechwegs

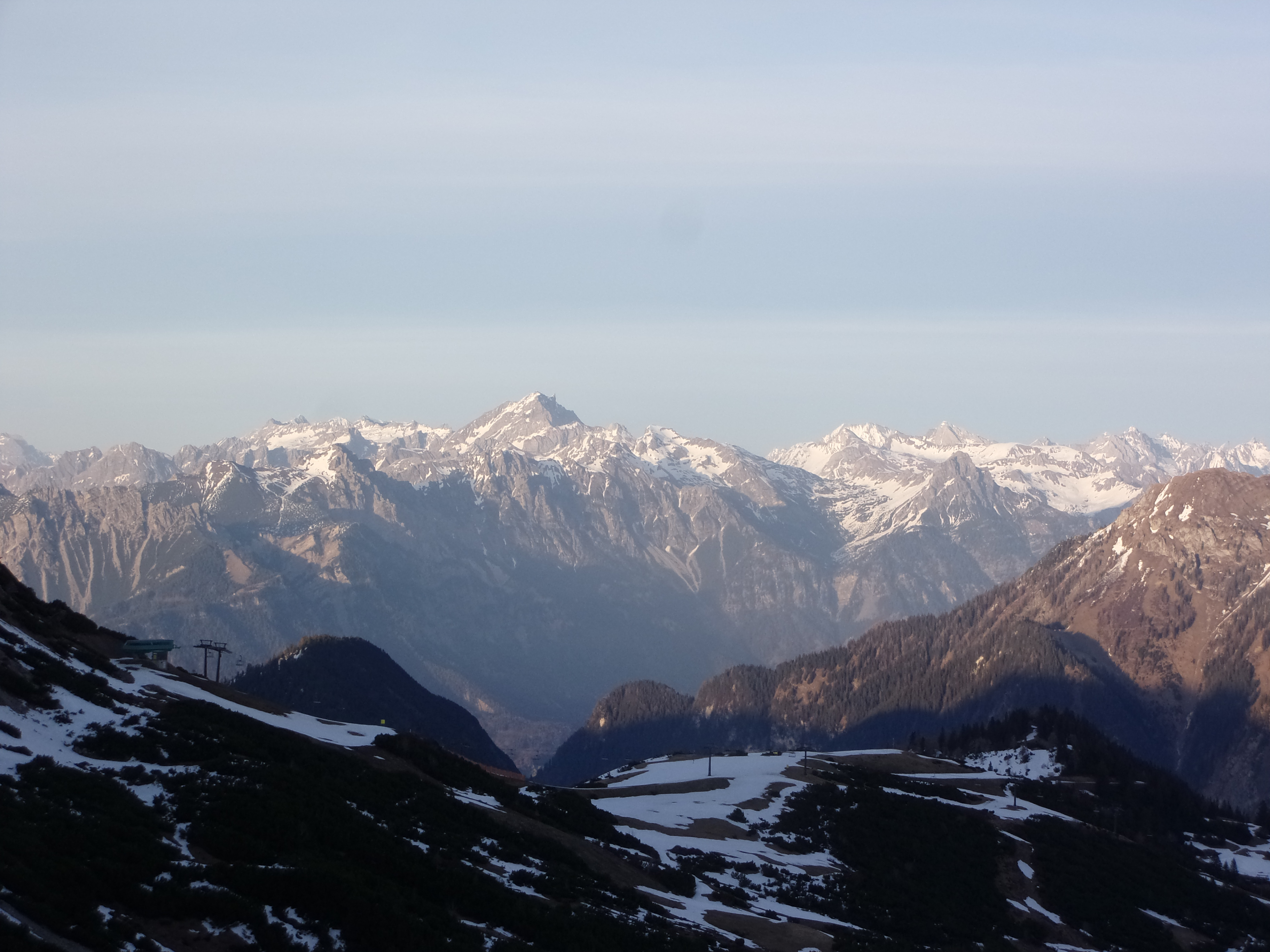
Blick von Südwesten, vom Amatschonjoch, auf das Lechquellengebirge. Links der Mitte dominant die Rote Wand.

Der Nordalpenweg (Österreichischer Weitwanderweg 01) durchquert das Lechquellengebirge wie folgt:
- Die Teilstrecke 17 verläuft von Zürs nach Damüls über das Madlochjoch, die Ravensburger Hütte, die Freiburger Hütte, die Göppinger Hütte und die Biberacher Hütte. Der letzte Abschnitt vom Faschinajoch nach Damüls befindet sich bereits im Bregenzerwaldgebirge.

Die Via Alpina, ein grenzüberschreitender Weitwanderweg mit fünf Teilwegen durch die ganzen Alpen, verläuft auch durch das Lechquellengebirge.
Der Rote Weg der Via Alpina verläuft mit drei Etappen durch das Lechquellengebirge wie folgt:
- Etappe R52 von der Mindelheimer Hütte nach Schröcken, zum größeren Teil in den Allgäuer Alpen gelegen; zwischen dem Hochtannbergpass und Schröcken vorbei am Kalbelesee und Körbersee verläuft der Weg jedoch bereits durch das Lechquellengebirge
- Etappe R53 von Schröcken nach Buchboden über den Schadonapass (Biberacher Hütte)
- Etappe R54 von Buchboden nach St. Gerold (der zweite Teil dieser Etappe befindet sich bereits im Bregenzerwaldgebirge)

Der Lechweg beginnt am Formarinsee und führt über 125 km zum Lechfall nach Füssen.
Die Lechquellenrunde geht von der Biberacher Hütte zur Ravensburger Hütte (optional zur Stuttgarter Hütte).

### Klettersteige
- Klettersteig am Karhorn (2416 m)
- Panorama-Klettersteig
- Francesco Tarmann-Klettersteig (Ludesch)